# Cesare Bardelli

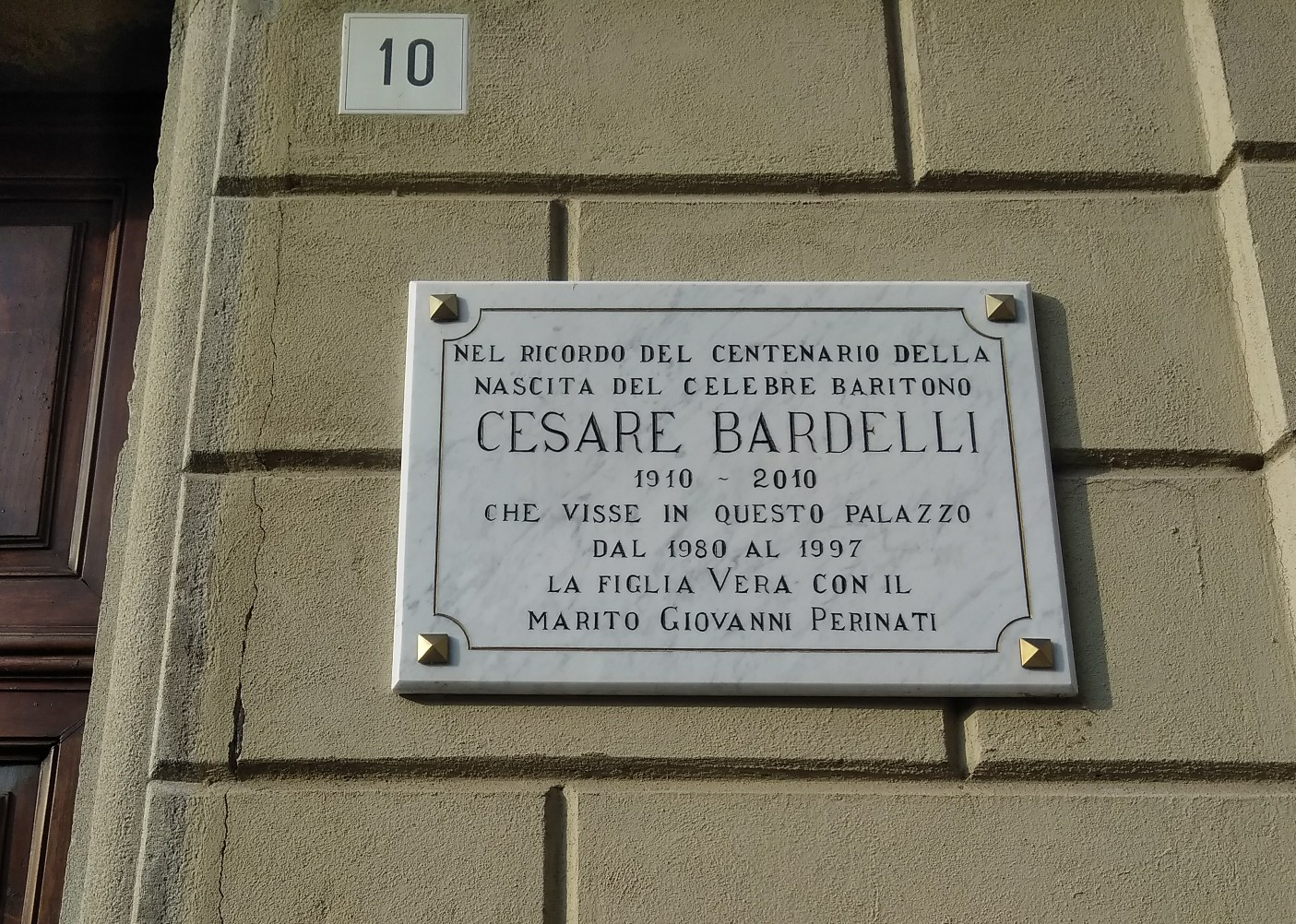
Vercelli lapide a Cesare Bardelli

Cesare Bardelli (Sampierdarena, 25 dicembre 1910 – Milano, 2000) è stato un baritono italiano.

## Biografia

### Origini (1910-1937)
Cesare Massimo Ranieri nacque la notte di Natale del 1910, terzo ed ultimo figlio maschio. Nacque a Genova, contravvenendo alla tradizione pisana di famiglia perché suo padre Alfredo, essendo capostazione nella città ligure si trovava lì con sua moglie Vera Del Sarto e i due figli maggiori.
Cesare da piccolo era un vero monello, era un bambino pieno di fantasia e già un artista. Lo chiamavano "Pizza" in famiglia.  Fin da piccolo costruiva da solo, da canne di bambù, pifferi e flauti, con i quali riusciva a suonare le arie delle opere. In particolare, le parti del tenore che cantava suo padre. Così, seguendo suo padre che andava a cantare per passatempo e passione nelle chiese e sulle piazze, il piccolo Cesare, lo ascoltava ammirato e poi lo copiava. Il padre era molto orgoglioso e diceva sempre: "Questo mio figlio un giorno diventerà un cantante lirico".

### Carriera (1937-1979)
È il 1937 quando Cesare, poco più che ventenne, viene chiamato per la prima scrittura nel ruolo di Amonasro in Aida ad Alessandria Piemonte. Pochi mesi dopo il successo del suo debutto, sarà chiamato per una tournée al Cairo ed Alessandria d’Egitto dove cantera’ oltre ad Amonasro in Aida anche "Scarpia" in Tosca (il suo cavallo di battaglia) con Maria Caniglia.
Nella sua lunga carriera durata 43 anni ininterrottamente, cantando sempre e solo prime parti, fu ricordato dalla stampa mondiale come migliore "Scarpia" in Tosca dopo Antonio Scotti.
L'ha cantata più di novecentocinquanta volte, nei maggiori teatri del mondo con le migliori "Tosca" del suo periodo cominciando con Maria Caniglia e terminando la carriera con Monserrat Caballè.
Tra le innumerevoli elogiative che gli furono indirizzate nel ruolo di “Scarpia” in Tosca le più prestigiose restano forse quelle del decano e secondo l’autore Paul Jackson (vedere “Sign off for the Old Met”)  "più grande degli esperti": Sir Max de Schauensee. Egli, che aveva coniato per Cesare Bardelli “Artista sublime”, “Stupefacente”.
Anche il noto giornalista A. J. Potter (vedere OPERA, settembre 1968) ha parole superlative per lo "Scarpia" di Bardelli al Gaiety Theatre di Dublino con Magda Olivero nel ruolo di Tosca ed il Direttore d’Orchestra Maestro Napoleone Annovazzi.  Dichiara senza mezzi-termini "Cesare Bardelli è il migliore "Scarpia" esistente dei nostri giorni.  Nessuno può uguagliarlo per l’interpretazione scenica e vocale".
Il 5 giugno 1938 al Castello Sforzesco di Milano si svolge un gigantesco “Concorso di Voci Liriche”.  Sono più di 300 i partecipanti: soprani, mezzi, contralti, colorature, tenori, baritoni, bassi (tutti i registri sono rappresentati). Cesare Bardelli fu consigliato dal suo Maestro di allora, il grande baritono Carlo Tagliabue, di partecipare.  Così fece e vinse il 1º premio assoluto per la voce più bella.  La vittoria a questo Concorso gli assegna una coppa donatagli dal Sindaco di Milano ed anche una borsa di studio di tre anni di perfezionamento con un contratto del Teatro alla Scala.
Approfondisce la conoscenza degli spartiti con Mario Terni, Maestro sostituto alla Scala di Milano incoraggiato e protetto da Nello e Lina Sgorbini, industriali lungimiranti.
Durante la seconda guerra mondiale (1939-1945) anni terribili, decisivi per l'Europa e tuttavia non mancheranno le occasioni per cantare e per sposarsi con Paola (Lina) Novali a Milano dove poi nascerà la loro unica figlia Vera che ebbe come madrina di battesimo Lina Pagliughi.
Purtroppo, la documentazione di questo periodo è andata in gran parte perduta: bruciati e dispersi gli archivi di Teatri e Associazioni Musicali.
Nel 1941 Cesare Bardelli figura nel cartellone di Traviata a Udine protagonista Toti dal Monte.
Nel 1942 Cesare canta l’opera Verdiana al Teatro Corso di Pavia e a Milano Teatro Puccini con Lina Pagliughi, Vincenzo Demetz ed il Direttore d'Orchestra Maestro Enrico Pessina.
Nello stesso anno, Ermete Zacconi, il grande attore di prosa lo andrà ad ascoltare e vedere ai Teatri di Udine, Modena e Ferrara e le farà i complimenti per la sua creatività scenica in Rigoletto, "Iago" in Otello e "Scarpia" in Tosca.
Una delle preferite del geniale Maestro Arturo Toscanini, Rosetta Pampanini, dedicherà una foto-ricordo a Bardelli ricordando le varie Andrea Chenier cantate assieme al Teatro Verdi di Ferrara.
Durante i primi anni quaranta del Novecento, Cesare Bardelli avrà l'occasione di cantare prime parti con tutti i più rinomati cantanti-attori del periodo.
Un altro notevole artista fu il tenore drammatico Francesco Merli ed il giovane Bardelli cantò nel Trovatore con lui a Milano Teatro Olimpia e a Busto Arsizio al Teatro Sociale diverse recite.
Nel 1944 Bardelli canta nel ruolo di Escamillo nella Carmen con Gianna Pederzini al Teatro Donizetti di Bergamo diretta dal Maestro Giuseppe Podestà.

### Periodo Triestino 1944-45-46
Durante questo periodo, Bardelli canterà: Fedora, La Forza del Destino, Rigoletto, Salomè, La Traviata, Tristano e Isotta, Il Trovatore, Lucia, Barbiere di Siviglia e Andrea Chenier.
Nel 1946 al Teatro Comunale Giuseppe Verdi di Trieste, Renata Tebaldi farà il suo esordio in Andrea Chenier accanto a Mario Del Monaco e Cesare Bardelli.
Sempre nel 1946, al Politeama di Genova in diverse recite, Cesare canterà Germont nella Traviata sotto la direzione del Maestro Mario Parenti con Margherita Carosio e Giacinto Prandelli.
Sempre nel 1946, l'anno prima della sua partenza per gli Stati Uniti dove rimarrà scritturato per la maggior parte della sua carriera, lo vediamo impegnato in diverse recite di Andrea Chénier nel ruolo di "Gerard" con Gina Cigna al Teatro Nuovo di Salsomaggiore (Parma). Una foto con il Maestro Compositore Umberto Giordano, Gina Cigna e Cesare Bardelli di quella serata, compare nel libro biografico "Cesare Bardelli il Principe dei Baritoni" Azzali Editori di Parma.
Nell'aprile di quell’anno, l’opera "Alba Eroica" di Vincenzo Cinque sarà rappresentata come prima mondiale al Teatro Puccini di Milano sotto la bacchetta del Maestro Arrigo Guarnieri.  Oltre a Bardelli cantarono Franca Sacchi e Antonio Annaloro.
Oltre ai Teatri già citati, durante il 1944 al 1947 Cesare Bardelli canta a: Piacenza nel Teatro Municipale, Modena nel Teatro Storchi, Parma nel Teatro Regio, Lugo di Romagna nel Teatro Rossini, Bergamo nel Teatro Duse, Cesena nel Teatro Bonci, Pavia nel Teatro Fraschini, Bologna in Piazza VIII Agosto, Lugo di Romagna in Piazza del Pavaglione, Palermo nel Teatro Massimo Politeama Garibaldi, Sanremo nel Teatro del Casinò, Sassari-Teatro Giardino, Ginevra nel Teatro Kursaal.
Dall’autunno 1947, dopo una tournée al Cairo ed Alessandria cantando in Traviata (Germont) Tosca (Scarpia) Aida (Amonasro) Carmen (Escamillo) Lucia (Lord Enrico Ashton) e vari concerti con Direttori d’orchestra quali: Franco Patanè, Pino Donati, Vincenzo Marini, Cesare Bardelli si trasferisce armi e bagagli in America del Nord a New York dove continuerà a cantare fino al 1979 con diverse tappe in tutti i più importanti Teatri europei durante gli anni 1960-1970.
Per Cesare Bardelli fu un’ascesa rapidissima e costante in America del Nord, Centro e Sud. Da Detroit a San Francisco, da Washington D. C. a Los Angeles, da New York a Mexico City, da New Orleans a Chicago, da Miami a Caracas, da Philadelphia ad Havana-Cuba. Un unico enorme percorso senza interruzione né soste. Ha contratti ovunque.
Il suo debutto negli Stati Uniti è a Detroit in "Scarpia" Tosca poi "Amonasro" in Aida alla Academy of Music di Philadelphia. Il personaggio verdiano, uno dei suoi preferiti e particolarmente adatto a mettere in risalto la generosa potenza della schietta voce di baritono, lo canterà ovunque. È una svolta definitiva. Nel 1948-49 il suo quartiere generale è Philadelphia.  Il repertorio è quello oneroso di un baritono drammatico, dal Verdi della Trilogia al Verismo, passando per Puccini, è "Jago", "Il Conte di Luna", "Barnaba", "Germont", "Scarpia", "Tonio", "Rigoletto".
Compare a Caracas e all'Havana.  Nel 1950 si fa conoscere alla New York City Opera, dove ritorna anche negli anni successivi, interprete di riferimento del repertorio italiano.  Nel 1952 debutta a Washington D.C. (nel 1950 aveva già partecipato al Concerto del 150º Anniversario del Watergate) e a New Orleans, nel 1953 a Cincinnati e ritorna San Francisco.  Al War Memorial canta nella Bohème nel ruolo di “Marcello” con Dorothy Kirsten, nella Butterfly con Licia Albanese, nel Boris Godounov con Nicola Rossi-Lemeni e Giulietta Simionato, nel Ballo in maschera con Gertrude Grob-Prandl e Margherete Klose sotto la direzione di Serafin.  Nel 1953 torna a New York e canta Otello negli Studi Televisivi TV Cameo WPIX, accanto a Ramon Vinay e Licia Albanese.  Bardelli si è ormai stabilmente inserito nel circuito teatrale degli U.S.A. dove l’attività è serrata ed incalzante.
Se Tosca, con il suo cavallo di battaglia "Scarpia", fu l'opera che Bardelli cantò maggiormente, il secondo ruolo più rappresentativo della sua lunga carriera è certo "Jago" che cantò in tutto il mondo assieme ai più grandi Otello da Giovanni Martinelli, Ramon Vinay, Mario Del Monaco, Pier Miranda Ferraro, Jon Vickers, James Mc Cracken.
Continuano gli sconfinamenti all'Havana e in Mexico. Nel 1955 canta al Palacio de Bellas Artes Manon Lescaut, Faust, La Bohème, accanto a Victoria De Los Angeles, Giuseppe Campora, Jerome Hines e Norman Treigle.  Nel novembre debutta alla Lyric Opera di Chicago “Alfio” accanto ad Ebe Stignani, Mignon Dunn e Giuseppe Di Stefano sotto la guida di Nicola Rescigno.  Gli anni successivi non fanno che riconfermare il successo con un tourbillon di recite e di allestimenti in cast sempre di alto livello che comprendono alcuni dei più bei nomi della lirica di quegli anni.
La carriera di Bardelli è impressionante: documento probante di un'attività musicale molto intensa che si svolge in un grande numero di sale sempre affollatissime dei diversi stati degli U.S.A. Al Metropolitan debutta nel 1957 "Alfio" nella Cavalleria Rusticana accanto a Zinca Milanov, Rosalind Elias e Jussi Björling. Nel novembre è "Amonasro" con Maria Curtis-Verna, Irene Dalis, poi Nell Rankin, Carlo Bergonzi e Giorgio Tozzi.
Nel 1958 è in Israele per una tournée con la Israel Philharmonic e la direzione di Dimitri Mitropoulos. Le 9 “Tosca” in forma di concerto furono eseguite a Tel Aviv e Haifa.  Cesare in questa occasione canta "Scarpia" con Helda Zadek, Richard Tucker e Laurence Davidson.
Gli anni 1960-70 lo trovano in perfetta forma, fedele al suo repertorio.  In questo decennio comincia a prodursi in Europa. Nel 1961 è "Sarpia" in una Tosca portata a Losanna al Teatro di Beaulieu dal Comune di Bologna: dirige Oliviero De Fabritiis, cantano Gigliola Frazzoni, Ruggero Bondino e Antonio Zerbini. Vi ritorna nel 1963 con Otello, accanto a Marcella Pobbe, mentre in quell’anno si produce al Comunale di Opatija in Croazia, dove è spesso ospite negli anni successivi: nel luglio gira una versione filmica di Tosca. Che l'anno dopo in gennaio canta alla Fenice di Venezia sotto la direzione di Oliviero De Fabritiis, accanto a Orianna Santunione e Charles Craig. In maggio è a Dublino al Gaiety Theatre per Traviata con Margherita Rinaldi e Luciano Pavarotti sotto la direzione del Maestro Arrigo Guarnieri e Otello con Virginia Zeani e Pier Miranda-Ferraro.
Nel 1967 debutta alla Staatsoper di Vienna, Carmen con Regina Resnik e Tosca accanto a Sena Jurinac sotto la direzione del Maestro Joseph Krips. In dicembre, nei panni del terribile Barone Scarpia, è al Liceu di Barcellona con Montserrat Caballè.  Nel 1968 canta Carmen al Petruzzelli di Bari, Otello al Staatsoper di Vienna, Tosca a Dublino, La Forza del Destino, Trovatore, Otello, Tosca e Nabucco al Teatro Nazionale di Belgrado.  L’anno successivo è a Napoli al San Carlo per Tosca con Marcella Pobbe e Flaviano Labò e poi sempre al Teatro San Carlo canta Traviata in una delle rare apparizioni italiane di Beverly Sills, con Alfredo Kraus, sotto la direzione di Aldo Ceccato.
Negli anni ’70, dominano sempre gli impegni Americani, ma non manca di prodursi al Liceu di Barcellona in Butterfly, Tabarro, Otello.  A Belgrado è impegnato con diversi "Concerti Nazionali", a Tilburg-Olanda e Nancy-Francia in alcune “Aida”di nuova e grandiosa produzione .
Nel 1976 al 1979 è impegnato ad Honolulu-Hawaii con “Fanciulla del West”, Caracas in “Tosca” , “Traviata” e “Pagliacci”.
In Italia si fa ascoltare nel 1976 con Licia Albanese in un concerto a Feltre dedicato alle “Stelle del Metropolitan”. L’anno successivo il concerto è replicato a San Gregorio nelle Alpi.  L’addio avviene a St. Petersburgh nella Florida in “Aida” nel 1979, mentre l’anno prima canta “Barnaba” nella Gioconda a Providence (R.I.), “Nabucco” al Agudath Sholom Synagogue in forma concerto a Stanford (Conn) e l’ultimo suo “Scarpia” in Tosca al Queens Theatre di New York.
Ultimi Anni (1979-2000)
Nel 1977 Cesare Bardelli aveva ancora molte richieste: la voce era sicura, la presenza scenica sempre affascinante.
Ma in quell’anno ci fu un fatto nuovo: la richiesta di giovani per lezioni di canto si fece così pressante che lui, stupendo la famiglia, incominciò a cedere.
Questa nuova attività lo portò in una dimensione diversa.
Era un genere di soddisfazioni che non conosceva e che non avrebbe immaginato così assorbenti.  Addestrare e avviare giovani talenti era come rinascere, trasformandosi in sangue giovane, ricominciare da capo.
Famiglia, amici, lui stesso, scoprivamo un lato insospettato del suo carattere. Lui che nei suoi confronti e in quelli dei suoi colleghi era sempre stato così intransigente, non perdonando cedimenti, impreparazione, pressappochismo, adesso, con i giovani, diventava mite, paziente, cordiale.
Scaricava le sue passioni in un contenitore vivo, ma lo faceva con dolcezza, amore, accondiscendenza. Era felice, sereno e soddisfatto.
Questo cedere il suo sapere, lo preparava, senza forse che se ne accorgesse, al distacco dal palcoscenico che sarebbe arrivato per lui di lì a poco.
Fu in questo periodo che entrò nella cerchia di Cesare Bardelli Paul Sorvino. Attore cinematografico e televisivo di enorme popolarità. La figlia di Paul, Mira Sorvino, vinse nel 1996 l'Oscar come migliore attrice non –protagonista, nel film "La dea dell’amore" (Mighty Aphrodite) di Woody Allen.
Paul Sorvino cercò con ogni mezzo di trascinare Bardelli a Hollywood riconoscendo la sua grande personalità come uomo e artista.  Gli proponeva sceneggiature di films, copioni, personaggi.
Ma Cesare era sempre troppo impegnato a cantare. "La mia vita è il palcoscenico, non il set" ripeteva.
Alla fine del 1979, Cesare e Lina si trasferiscono definitivamente a Vercelli dove vive Vera con la famiglia. Il professor Joseph Robbone, ideatore e promotore del Concorso internazionale di musica G.B. Viotti di Vercelli propone a Bardelli di far parte della Giuria della “Sezione Canto” del Concorso. La collaborazione tra il professor Robbone e Bardelli era stata così stretta di buona intesa che il Professore chiese a Bardelli di accettare la cattedra di Professore di Canto al Liceo Musicale G.B. Viotti di Vercelli, che Cesare accettò perché aveva grande stima per il professor Robbone. Nel 1985, alla morte del professor Robbone, l’attività del Concorso continuò per opera della moglie, Maria Arsieni Robbone.
Nel 2000, l'anno della scomparsa di Cesare Bardelli, la figlia Vera, con il consenso della Presidente Maria Arsieni Robbone, presenta il Premio Speciale "Cesare Bardelli" al Concorso internazionale di canto G.B. Viotti di Vercelli in suo ricordo.

## Discografia
- Mascagni: Cavalleria Rusticana (Metropolitan Opera) - Nello Santi/Metropolitan Opera Orchestra/Richard Tucker/Eileen Farrell/Cesare Bardelli, Sony
- Ponchielli: La Gioconda - Chorus & Orchestra of the Philadelphia Lyric Opera/Anton Guadagno/Franco Corelli/Mary Curtis Verna/Mignon Dunn/Gladys Kriese/Cesare Bardelli/Bonaldo Giaiotti, Bel Canto Society
- Il mito dell'opera: Cesare Bardelli, Bongiovanni